# Хэдфилд, Дарси
Дарси Хэдфилд (англ. Darcy Hadfield; 1 декабря 1889, Meadowbank Homestead, Тасман — 15 сентября 1964, Окленд) — новозеландский гребец (академическая гребля), бронзовый призёр в соревнованиях одиночек на летних Олимпийских игр 1920 года.

## Биография
Дарси Кларенс Хэдфилд родился в Тасман Бэй, Новая Зеландия. Отец — фермер Уильям Уэлби Хэдфилд, мать — Марта Адель Энн Снег. Окончил обучение в школе в 13 лет и начал работать на семейной ферме, а также стал осваивать основы плотницких работ и судостроения. В 1910 году переехал в Окленд, где стал работать на верфи Чарльза Бейли. С детства любил лодки и на фоне этого решил присоединиться к спортивному клубу — Waitemata Boating Club. Показав высокие результаты, был отправлен участвовать в регате 1910—1911 годов, где его дебют увенчался победой в заплыве. С 1913 по 1915 год он становился чемпионом соревнований гребцов, пока в 1915 году они не были прерваны из-за Первой мировой войны. 29 августа 1916 года в Окленде Хэдфилд женился на Серете Май Койле, местной продавщице. Вскоре после брака был призван на службу в 1-м батальоне Оклендского пехотного полка. В 1917 году он был ранен в боях при Пашендейле и был отправлен на лечение в Англию. После выздоровления был возвращен на фронт, но перенёс бронхит и снова был возвращен на лечение в Англию, где впоследствии и встретил окончание войны.

### Олимпийские выступления
Принимая во внимание успехи в гребном спорте, Олимпийский комитет Новой Зеландии принял решение включить Дарси Хэдфилда в состав национальной сборной. Первыми и самыми успешными Олимпийским соревнованиями, в которых он принял участие, стали летние Олимпийские игры 1920 года в Антверпене. В заплыве одиночек с результатом 7:49,2 он завоевал бронзовую медаль, уступив в полуфинале американцу Джону Келли.